# Висленски залив
Калинингра̀дският залин или Висленски залив (на руски: Калининградский залив, Вислинский залив) е лагуна в югоизточната част на Балтийско море и в югоизточната част на Гданския залив, разположен на територията на Калининградска област (североизточната му част) в Русия и Поморско войводство в Полша (югозападната му част). Простира се от югозапад на североизток на протежение 91 km, ширина от 2 до 11 km, площ 838 km2, от които 56,2% за Русия, 43,8% за Полша. Дължина на бреговата линия е 270 km, от която за Русия 159 km, за Полша 111 km. Дълбочина 3 – 5,2 m. Отделен е от морето с тясната пясъчна Висленска коса с дължина до 60 km. На северозапад, при град Балтийск (Калининградска област) чрез проток широк 860 m се свързва с Гданския залив. В югозападната му част в него се влива един от източните ръкави на делтата на река Висла, а в североизточната му част – реките Преголя и Прохладная. По бреговете му са разположени градовете Калининград, Балтийск, Светли, Ладушкин и Мамоново в Русия, Елблонг, Толкмицко и Фромборк в Полша.

## Топографска карта
- Топографска карта N-34-ХІV; М 1:200 000[2]